# Ángel Urzáiz y Cuesta
Ángel Urzáiz y Cuesta (Puerto de Santa María, 21 de febrer de 1856 - Madrid, 1 de maig de 1926) va ser un advocat, periodista i polític espanyol, ministre d'Hisenda durant la regència de Maria Cristina d'Habsburg-Lorena i durant el regnat d'Alfons XIII.

## Biografia
Llicenciat en Dret per la Universitat Central de Madrid al mateix temps que col·laborava com a periodista en periòdics com "El Correo", "Los Debates" i la "Revista de España", la seva carrera política s'inicia quan és elegit diputat per Pontevedra a les eleccions generals espanyoles de 1881, escó que tornaria a obtenir en totes les eleccions celebrades fins a 1920 excepte en els comicis de 1884 i 1891. En 1922 accediria al Senat com a senador vitalici.

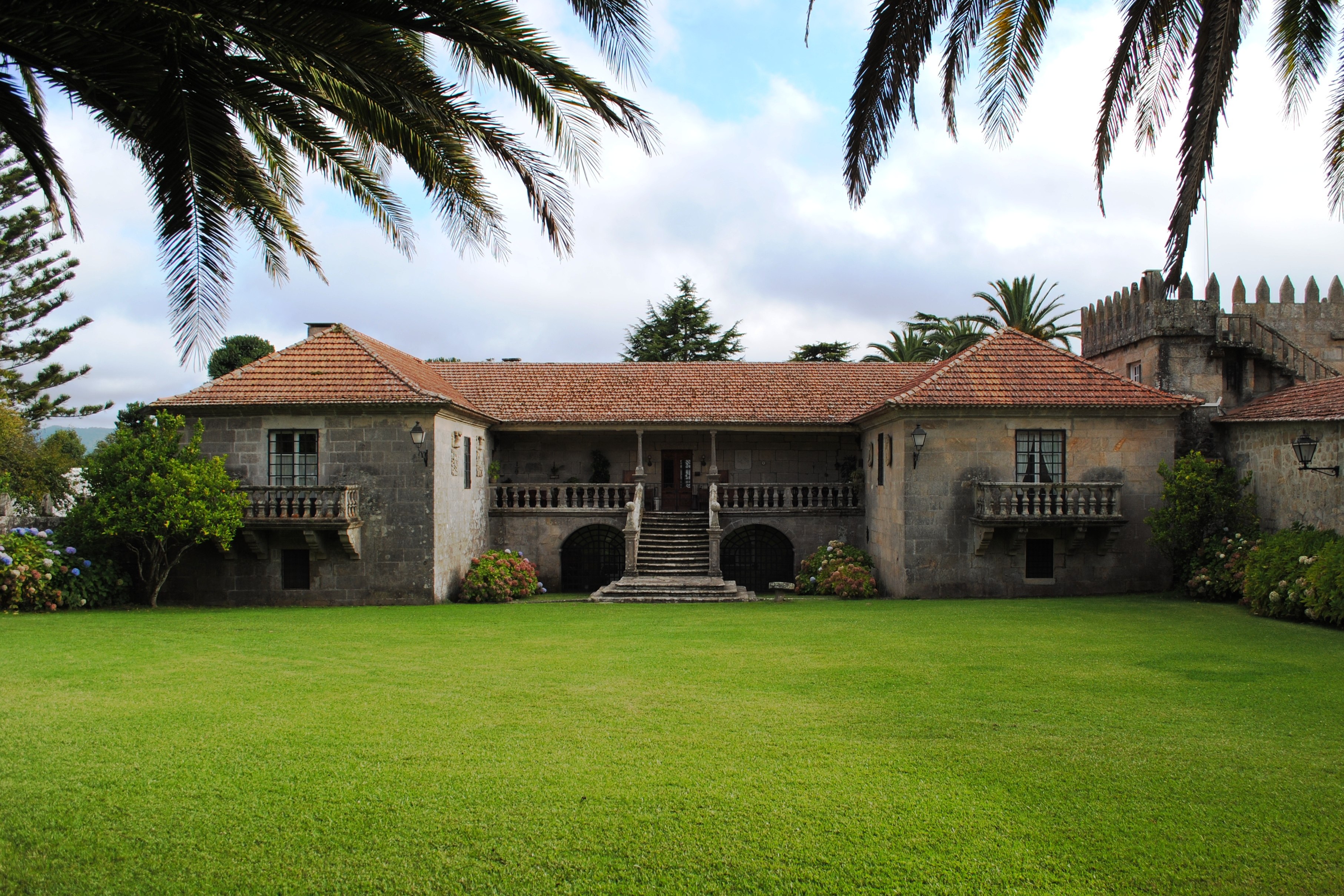
Pazo Cadaval, Nigrán.

Es va casar al maig de 1883 amb Adela Cadaval Muñoz, senyora del pazo de Cadaval de Nigrán, amb qui va tenir dos fills: Elodia i Joaquín Urzáiz Cadaval.
Governador civil de Còrdova i Intendent a Cuba fins a la pèrdua de la colònia en 1898, després de tornar a Espanya serà ministre d'Hisenda entre el 6 de març de 1901 i el 19 de març de 1902 en un gabinet Sagasta. Posteriorment, entre el 23 de juny i el 18 de juliol de 1905, assumirà novament la cartera d'Hisenda en un govern que va presidir Eugenio Montero Ríos veient-se obligat a dimitir per la concessió d'uns crèdits destinats a pal·liar la crisi econòmica en què es va veure immersa Andalusia. Finalment tornaria a dirigir el ministeri d'Hisenda entre el 9 de desembre de 1915 i el 25 de febrer de 1916 en un gabinet Romanones.